# Vasco de Taranta
Vasco de Taranta (o Velasco o Valescus de Taranta), médico portugués formado en Montpellier y protomédico del rey de Francia y autor de un breve tratado sobre la peste, De epidemia et peste, publicado por primera vez en castellano por Pablo de Horus en 1494, y por Arnao Guillén de Brocar en Pamplona en 1495. En ambas ediciones acompañaba al Compendio de la humana salud o Fasciculus medicinae de Johannes de Ketham. Previamente había visto una traducción al Catalán en 1475 por Joan Villa.
También escribió un libro sobre práctica médica: — (1501). Practica Valesci de Tharanta que alias Philonium dicitur.